# Ataeniopsis notabilis
Ataeniopsis notabilis is een keversoort uit de familie bladsprietkevers (Scarabaeidae). De wetenschappelijke naam van de soort is voor het eerst geldig gepubliceerd in 1973 door Petrovitz.